# Ovis ammon
L'argali (Ovis ammon Linnaeus, 1758), noto anche come pecora selvatica asiatica, è la più grande tra le cinque specie di pecore selvatiche. Vive su gran parte delle catene montuose dell'Asia centrale.

## Tassonomia
Il primo europeo ad aver descritto l'argali fu Guglielmo di Rubruck, un frate francescano che raggiunse la Mongolia al termine del suo viaggio. Il primo ad aver descritto scientificamente la specie, a partire da un esemplare appartenente alla sottospecie degli Altai, fu però Johann Georg Gmelin nel 1752-53, che la denominò «argali» utilizzando un termine preso in prestito dalla lingua mongola. Linneo, nel 1758, battezzò la specie Capra ammon, dal nome del dio Amon, la divinità egiziana dalle corna di ariete (dal quale deriva anche il termine «ammoniaca»). Peter Simon Pallas, successivamente, inserì l'argali nel genere Ovis, chiamandolo Ovis argali. Secondo le regole dell'ICZN, però, il nome specifico impiegato per primo ha la precedenza, quindi la specie venne ribattezzata Ovis ammon, nome con il quale è nota ancora oggi.
Attualmente, gli studiosi riconoscono nove sottospecie di argali:
- O. a. ammon Linnaeus, 1758 - argali degli Altai; diffuso in Siberia meridionale e in Mongolia occidentale, sui monti Altai e Saiani, è una sottospecie molto grande, dalla colorazione grigio-marrone, con corna, collo e tronco molto robusti;
- O. a. collium Severtzov, 1873 - argali di Karaganda; vive, isolato da tutte le altre sottospecie, nelle regioni nord-orientali del Kazakistan;
- O. a. comosa Hollister, 1919 - argali della Cina settentrionale; diffuso nella Mongolia Interna.
- O. a. darwini Przewalski, 1883 - argali del Gobi; vive esclusivamente nella regione del Gobi, al confine tra Mongolia e Cina;
- O. a. hodgsonii Blyth, 1841 - argali del Tibet; diffuso nell'altopiano del Tibet e sull'Himalaya, è una grande sottospecie con corna che non formano un cerchio completo. La popolazione che vive sui monti Altyn-Tagh, a nord del Tibet, è da alcuni considerata una sottospecie a parte, l'argali del Gansu (O. a. dalailamae);
- O. a. karelini Severtzov, 1873 - argali dei Tien Shan; diffuso nella regione del Tien Shan a nord del fiume Naryn, sull'Alatau kirghiso e sui monti Tarbagatai;
- O. a. nigrimontana Severtzov, 1873 - argali dei Karatau; diffuso sui monti Karatau, nel Kazakistan centro-meridionale;
- O. a. polii Blyth, 1841 - argali del Pamir o pecora di Marco Polo; diffusa sul Pamir (ad esempio nella Riserva di Taxkorgan), è una sottospecie di media grandezza dotata di grandi corna che, dopo aver compiuto un giro completo, rivolgono all'esterno le estremità. Malgrado questa differenza, per il resto è così simile all'argali dei Tien Shan che potrebbe essere classificato insieme a questo in un'unica sottospecie. Infatti, esemplari di O. a. polii si spostano frequentemente in zone popolate da O. a. karelini, e viceversa[3];
- O. a. severtzovi Nasonov, 1914 - argali dei Nuratau; diffuso nell'Uzbekistan nord-orientale, è stato considerato per molto tempo una forma di transizione tra l'argali e il muflone. Analisi genetiche effettuate recentemente, tuttavia, hanno dimostrato la sua appartenenza a O. ammon. Tra le altre cose, dispone di 56 cromosomi, come tutte le sottospecie precedentemente descritte di argali[4].

## Descrizione
I maschi delle sottospecie settentrionali possono raggiungere 135 cm di altezza al garrese e pesare fino a 216 kg, ma gli esemplari diffusi nelle regioni sud-occidentali dell'areale sono generalmente di dimensioni inferiori.

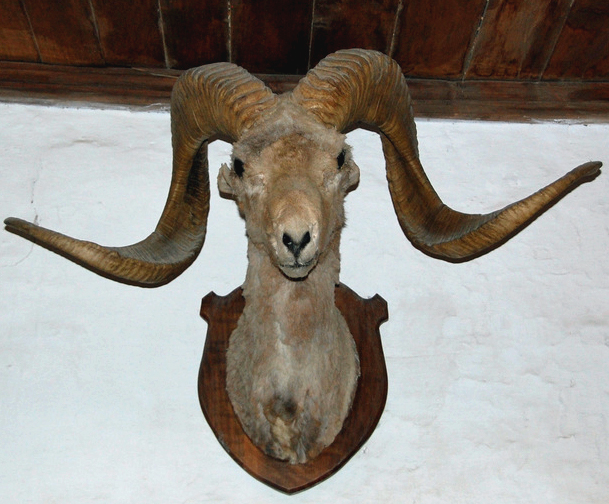
Le maestose corna di O. a. polii.

Il colore del mantello è variabile. In inverno, esso è marrone scuro, sebbene possa essere di qualunque tonalità compresa tra il marrone e il beige, ma in estate assume toni più virati al rosso. Sempre nei mesi estivi, è appena visibile una striscia nera che corre dal collo fino a metà del dorso. Il ventre è bianco-giallastro o grigiastro. Tra il ventre bianco e i fianchi di colore scuro, sono presenti due strisce nere o marroni, una per lato, che però non sempre sono visibili e che a volte sono incomplete. Le natiche e la coda sono di colore bianco. Due sottospecie (O. a. ammon e O. a. darwini) presentano disegni bianchi sul posteriore. Il collo e la punta del muso possono essere biancastri. La parte esterna delle zampe è di colore marrone, così come i fianchi e il dorso, ma a volte è un po' più scura, mentre quella interna è biancastra. Generalmente le femmine presentano la stessa colorazione dei maschi, ma di norma sono un po' più chiare.
L'argali presenta corna più lunghe e più pesanti di qualsiasi altra specie di pecora selvatica. Dalla superficie scanalata, sono di colore giallo-marrone. Quelle di O. a. polii possono misurare 164 cm di lunghezza, mentre nelle altre sottospecie le dimensioni massime si aggirano sui 110–120 cm. A partire dalla base, dove hanno una circonferenza di circa 40 cm, esse si svolgono a spirale fino a compiere due giri completi, per poi aprirsi verso l'esterno. La loro lunghezza media, in O. a. polii, è di 130 cm, ma negli altri argali è di circa 75 cm. Insieme al cranio, possono pesare fino a 22 kg. A causa dei frequenti combattimenti, tuttavia, non è raro trovare esemplari con le punte danneggiate o rotte. Le corna sono presenti anche nelle femmine, ma sono molto più brevi di quelle dei maschi (misurano infatti 30–45 cm di lunghezza); inoltre, sono molto più sottili e più a forma di sciabola.
Gli argali si muovono rapidamente anche sui terreni più impervi e possono correre fino a velocità di 50 (i maschi) o 60 km/h (le femmine).

## Distribuzione e habitat
L'areale dell'argali si estende su varie catene montuose dell'Asia centrale, dai monti Altai, tra Siberia meridionale e Mongolia, fino a Nepal e Pamir, attraverso Tibet e Tien Shan.
Reperti fossili risalenti al Pleistocene indicano che in passato l'argali era diffuso anche nella regione del Caucaso,in Iran e in Europa.
In Italia se ne hanno vari ritrovamenti di fossili in particolare in Lazio e in Puglia.
L'argali vive ad altudini comprese tra i 300 e i 5750 m. Predilige i pendii meno scoscesi, e solo le femmine e i piccoli cercano protezione dai predatori spingendosi su pendii ripidi. I maschi tollerano il freddo meglio delle femmine, che durante i primi mesi dell'anno si fa particolarmente sentire a grandi altezze. Di solito gli argali evitano le regioni boschive. Tuttavia, nelle regioni dove sono stati allontanati dalla competizione con il bestiame e dalla pressione venatoria, come in alcune zone del Kazakistan, si sono ritirati in habitat forestali a essi estranei.

## Biologia

### Alimentazione
La dieta degli argali è costituita principalmente da carici e graminacee, nonché da altri tipi di erbe. A quote più basse, brucano anche foglie dagli arbusti. Il fabbisogno giornaliero di cibo è di 16–18 kg.

### Struttura sociale
L'argali è un animale gregario, ma maschi e femmine vivono in branchi separati. Al di fuori della stagione degli amori, i maschi si riuniscono in associazioni di 2-27 esemplari, con una media di quattro (sui Tien Shan) od otto (sugli Altai) capi. Alcuni maschi conducono vita solitaria.
Altri branchi sono costituiti da femmine, piccoli e maschi non ancora sessualmente maturi. Queste greggi sono più grandi, e comprendono dai due ai 90 individui, ma sugli Altai sono stati visti raggruppamenti anche di 200 capi. A dominare su queste greggi non sono le femmine, ma i giovani maschi.

### Riproduzione
Poco prima della stagione degli amori i maschi esaminano con attenzione le greggi femminili; poi, uno o più montoni (fino a un massimo di sei) penetrano all'interno della mandria. La stagione della riproduzione si situa in inverno, ma il periodo preciso varia da una regione all'altra dell'areale: in Mongolia va da settembre a ottobre, sugli Altai da novembre a dicembre e nel Tibet da dicembre a gennaio.
Durante la prima settimana della stagione degli amori i maschi sono impegnati a combattere tra loro per stabilire le gerarchie. Nel corso di queste lotte si colpiscono violentemente con le corna, producendo un caratteristico rumore udibile anche a 400–800 m di distanza. Spesso, al termine delle lotte, i maschi presentano le corna danneggiate e i musi feriti. Dopo la fine dei combattimenti i maschi tendono a tollerare la presenza dei membri dello stesso sesso, seppur a una certa distanza. I montoni iniziano allora ad annusare i genitali delle femmine per verificarne la recettività, poi procedono all'accoppiamento. Dopo il calore i maschi trascorrono ancora uno o due mesi in compagnia delle femmine, prima di andarsene per la propria strada.
Il periodo di gestazione è di 160-165 giorni. Nelle zone a clima mite i piccoli nascono tra marzo e aprile, ma nelle regioni di alta montagna i parti non avvengono prima di maggio-giugno. Di solito nasce un unico piccolo, ma talvolta si hanno anche parti gemellari; questi ultimi costituiscono una rara eccezione tra gli argali degli Altai e del Pamir, ma sono piuttosto frequenti tra quelli del Tien Shan, dove il 33% dei parti è gemellare; una volta, in questa sottospecie, si è registrato addirittura un parto trigemino. Generalmente i parti gemellari avvengono nelle regioni più inospitali; a quote inferiori sono più rari.
I piccoli presentano un mantello di colore giallo-grigio, con la testa marrone scuro. Alla nascita pesano circa 3 kg. All'età di 15-20 giorni inizia già a svilupparsi una delle due corna. Nello stesso periodo iniziano a formarsi anche i denti decidui, che verranno sostituiti da quelli permanenti solo all'età di due anni. Durante il periodo nel quale allattano, le femmine con i piccoli si separano dal branco per dirigersi verso terreni più accidentati. All'età di uno o due mesi i piccoli sono in grado di pascolare per conto loro e non vengono più allattati.
In natura gli argali possono vivere fino a 13 anni, ma la durata media della loro vita è di soli 4-5 anni.

### Predatori
Il principale predatore degli argali è il lupo. A seconda della regione, dal 3 al 73% di tutti i decessi tra queste pecore selvatiche sono attribuiti a catture da parte di questo predatore sociale. Gli argali vengono inoltre predati da leopardi delle nevi, ghiottoni, linci e orsi bruni. I piccoli sono a rischio predazione da un maggior numero di specie rispetto agli adulti, tra cui la volpe rossa e l'aquila reale, per tale motivo le femmine difendono attivamente la propria prole.
Causa di elevata mortalità per questa specie sono i rigidi inverni, che in annate particolarmente fredde e nevose possono abbattere intere popolazioni, com'è avvenuto nel 1996 in Tibet, dove nel corso dell'inverno è morta circa la metà degli esemplari presenti nel Paese.

## Conservazione

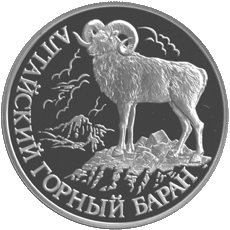
Argali raffigurato su una moneta russa.

A causa della caccia per i trofei e della competizione con il bestiame domestico, l'argali oggi è divenuto raro quasi ovunque, e in certe aree è addirittura scomparso del tutto, come ad esempio nel nord-est della Cina, in alcune zone della Mongolia e in gran parte di Siberia meridionale, Kazakistan e Uzbekistan. Sull'Himalaya, nella Mongolia interna e nella maggior parte del Tibet e dello Xinjiang la specie è divenuta molto rara. In Russia, ne rimangono solo pochi esemplari sui monti Altai.
Tutte le sottospecie hanno visto ridurre le proprie popolazioni e molto probabilmente, in tutta l'Asia, il numero di argali è inferiore alle 80.000 unità, diffuse prevalentemente in Tagikistan, Kirghizistan e in alcune parti della Mongolia. La IUCN inserisce l'argali tra le specie prossime alla minaccia, ma nello specifico:
- O. a. comosa e O. a. nigrimontana vengono classificate tra le sottospecie in pericolo critico;
- O. a. darwini e O. a. severtzovi vengono classificate tra le sottospecie in pericolo;
- O. a. ammon, O. a. collium, O. a. hodgsonii, O. a. karelini e O. a. polii vengono classificate tra le sottospecie vulnerabili[2].